# Joseph Di Chiara
Joseph Di Chiara (Toronto, 1992. január 30. –) kanadai labdarúgó, jelenleg a Okzsetpesz FK játékosa, védekező középpályás.

## Pályafutása
2012-ben három- és féléves szerződést kötött egy sikeres próbajáték után a Kecskeméttel.
2013-ban visszatért Oroszországba a Torpedo Moszkvához.